# Cleptoria rileyi
Cleptoria rileyi är en mångfotingart som först beskrevs av Charles Harvey Bollman 1889.  Cleptoria rileyi ingår i släktet Cleptoria och familjen Xystodesmidae. Inga underarter finns listade i Catalogue of Life.